# Ante Glibota
Ante Glibota (Slivno kraj Imotskog, 15. lipnja 1945. — Pariz, 28. kolovoza 2020.), jedan od najprominentnijih hrvatskih intelektualaca. Hrvatski je emigrantski intelektualac, ugledni galerist, povjesničar umjetnosti, teoretičar arhitekture i kolekcionar, član Europske akademije znanosti, umjetnosti i književnosti te Američkoga instituta za arhitekturu. Bavio se izdavaštvom i spada među Hrvate s najvećim brojem objavljenih naslova na stranim jezicima.

## Životopis
Rodio se je u Slivnom, u Zabiokovlju u obitelji hrvatskih domoljuba koji su zbog svog domoljublja bili zatvarani (otac, najstariji brat). 
1969. godine završio je Ekonomski fakultet u Zagrebu. Radio je u Agrokombinatu i Chromosu.
Bio je tajnik Društva ekonomista Zagreba i Društva ekonomista Hrvatske. S Vladimirom Veselicom 1970. pokrenuo je Hrvatski gospodarski list (HGG), glasilo koje je studiozno govorilo i ukazivalo na izvorišta gospodarske eksploatacije Hrvatske. U listu su okupili hrvatsku znanstveničku i gospodarstvenu kremu. Brzo su postali bitnim dijelom hrvatske medijske pozornice, mnogo pridonijevši nacionalnom buđenju hrvatske mladeži i gospodarskom osvješćivanju. List je uskoro zabranjen.
11. siječnja 1972. godine za progona hrvatskih proljećara završio je u zatvoru. Bio je najmlađi u skupini intelektualaca: Franjo Tuđman, Vlado Gotovac, Marko Veselica, Vlatko Pavletić, Šime Đodan, Hrvoje Šošić, Jozo Ivičević, Zvonimir Komarica i Ante Bačić.
Nakon što je bio u zatvoru, nije mogao naći budućnost u Hrvatskoj, jer je režimu bio nepoćudan. Otišao je u emigraciju u Francusku. Ondje je ostvario vrlo plodnu karijeru kao autor studija, izdavač, galerist, povjesničar umjetnosti, teoretičar arhitekture i kolekcionar, kurator prestižnih umjetničkih manifestacija (u Francuskoj i diljem svijeta). Bio je direktor Paris Art Centra od 1979. do 1994. godine. Za rad kuratora na području umjetnosti i arhitekture, multimedijalnih aktivnosti, dobio je međunarodna priznanja za znanstveno, intelektualno i umjetničko stvarateljstvo.
Kad se Hrvatska borila za međunarodno priznanje, Glibota se priključio toj borbi. Nekoliko godina radio je na međunarodnom priznanju Republike Hrvatske: pokretao je peticije koje su potpisivali poznati svjetski uglednici, u Maastrichtu je organizirao na gradskom stadionu skup Hrvatske dijaspore, kontaktirao s uglednicima. Prikupljao je iznimno značajnu humanitarnu pomoć. Za Nacionalnu i sveučilišnu knjižnicu u Zagrebu pribavio je značajnu zbirku grafičkih radova i knjiga.
1990-ih je bio vlasnik Croatia Recordsa.
Spada među Hrvate s najvećim brojem objavljenih naslova na stranim jezicima.
Od 1985. član je Europske akademije znanosti, umjetnosti i književnosti u Parizu i počasni član Američkoga instituta za arhitekturu. 
Dobitnik je "Velike zlatne plakete" Udruge branitelja, invalida i udovica Domovinskog rata Podravke (UBIUDR), na čijem je čelu bio Mladen Pavković, a 2017. braniteljske udruge su ga proglasile "Osobom godine".

## Vanjske poveznice
- Ante Glibota - mišljenje: Glasujem za Bandića, Hrvatsko kulturno vijeće - prilozi građana, 27. svibnja 2013.
- Telegram/SBplus: Umro još jedan veliki hrvatski nacionalist - al' drukčiji  SBplus. 30. kolovoza 2020.